# Téglaépítészet
Az égetett tégla  vörös-tégla és ezzel együtt a téglaépítészet a 11. században jelent meg Európában, megteremtve a téglaromanikát a téglagótika tulajdonképpeni elődjét. A 16. századra a téglagótikát felváltotta a téglareneszánsz.

## Téglaromanika

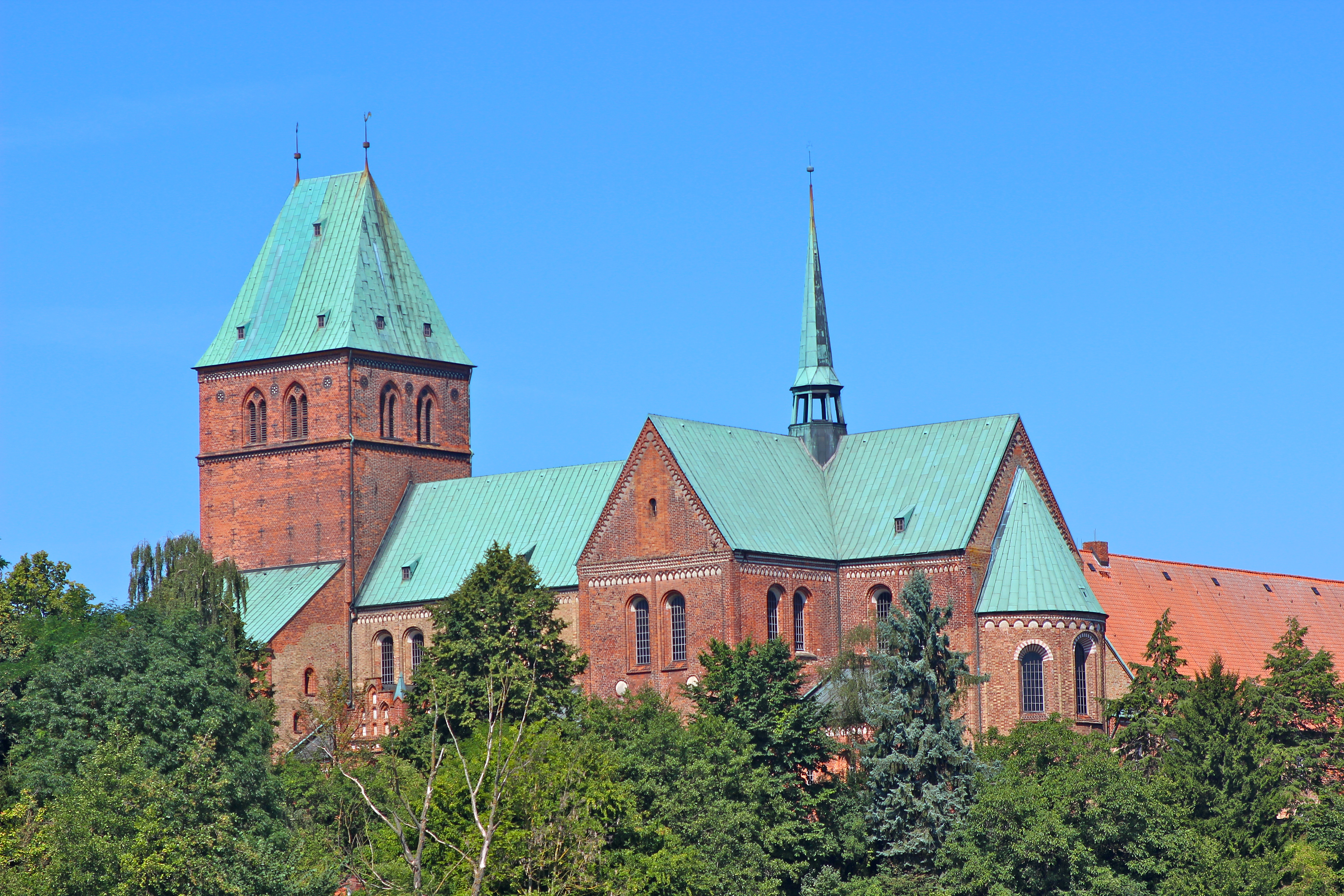
Ratzeburger dóm

Téglaromanika (németül: Backsteinromanik) a kora-középkor, román stílusban, téglából épült építészeti emlékek összefoglaló neve. Figyelembe véve a fennmaradt épületeknek területenként jelentősen eltérő számát tudományosan a téglaromanikát gyakran Európa egyes régióira korlátozzák. De Európa egész területén maradtak fenn román stílusú téglából épült templomok és más épületek.
Román stílusú téglaépítészeti emlékek a karoling-kortól a 13. századig leginkább Észak-Itáliában és Dél-Németországban épültek . Magyarországon a téglaromanika legszebb emléke az árpási Szent Jakab-templom.

## Téglagótika

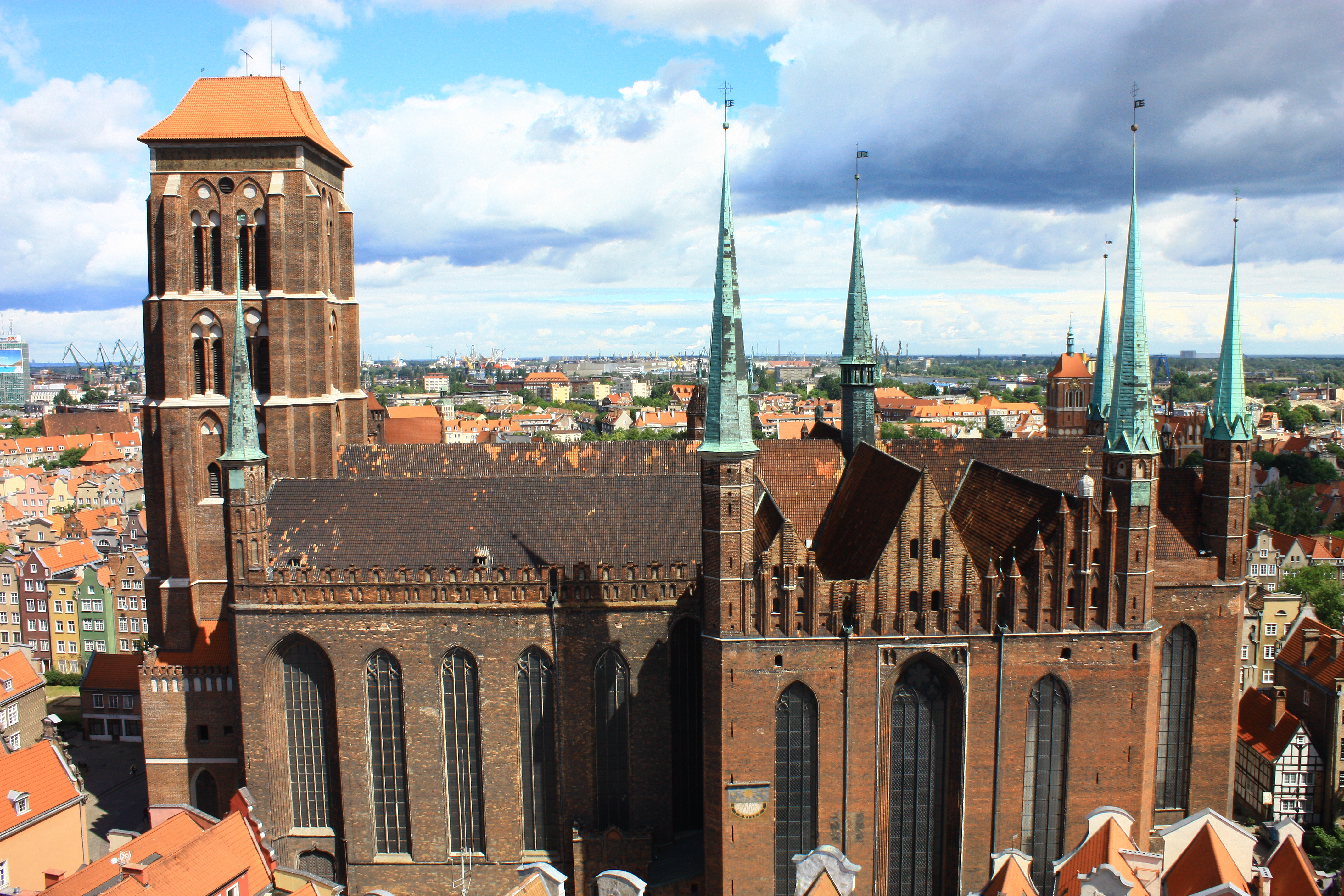
Mária-templom Gdańskban

A téglagótika (németül: Backsteingotik, lengyelül: Gotyk ceglany) a gótikus építészeti stílus egyik külön ága, általánosan elterjedt Észak-Európában, különösen a Balti-tenger környékén, elsősorban azokban a régiókban, ahol természetes kő alapanyag hiányában vannak. Az épületek lényegében csak tégla felhasználásával épültek. Tégla-gótikus besorolású épületek (az elhelyezkedés alapú építészeti definíció értelmében) megtalálhatók: Belgiumban, Hollandiában, Németországban, Lengyelországban, Litvániában, Lettországban, Észtországban, Oroszországban (a Kalinyingrádi területen az egykori Kelet-Poroszországban ), Svédországban és Finnországban.
Az égetett tégla vörös-tégla a 12. században jelent meg Észak-Európában, megteremtve a tégla-romanikát a téglagótika tulajdonképpeni elődjét. A 16. századra a téglagótikát felváltotta a téglareneszánsz.

## Téglareneszánsz

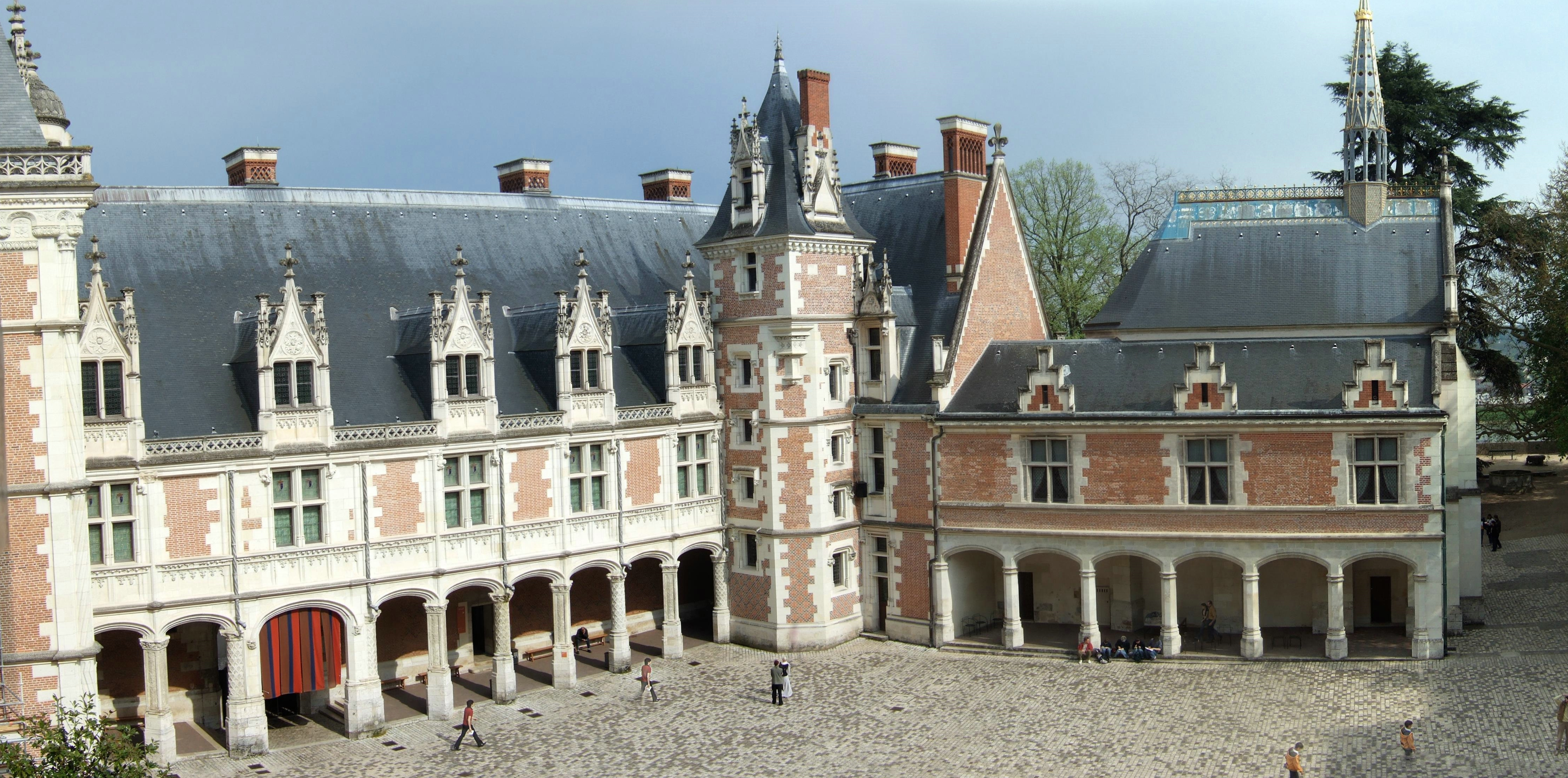
Blois-i királyi kastély XII. Lajos szárnya

A reneszánsz és barokk korban a téglaépítészet Európa legnagyobb részén visszaszorult. Egyedül az Északi tenger medencéjében tartotta meg népszerűségét. Leginkább a Hanza-szövetség városaiban épültek reneszánsz stílusjegyeket mutató polgárházak, közösségi épületek. A 16. században az eredetileg tégla épületeket, templomokat rendre bevakolták, vagy főleg a barokk korban stukkókkal díszítették. Erre a sorsra jutott szinte minden Magyarországon a Török hódoltságot túlélt templom is.
Hires téglareneszánsz épület Franciaországban a Blois-i királyi kastély  XII. Lajos szárnya, vagy Köln városában 1594-1606 között épült „Zeughaus”, ma városi múzeum.

## Magyarországon
Magyarországon középkori téglaépítészet emlékek alig vannak és ezek is rejtettek vagy romosak. A török uralom alatt a középkori templomok zöme megsemmisült vagy súlyosan megrongálódott. Ezeknek a templomoknak többsége vagy barokk stílusban teljesen újjáépült, vagy átépítésre került. Ezért lehetséges mind a mai napig, hogy egy-egy bevakolt templom rejt még fel nem tárt középkori téglaépítészeti emlékeket.
Tudnivalók:
- a MÜ = műemlékem.hu-ra hivatkozik
- Egyes épületeknél a „(CC)“ az épülethez kapcsolódó Wikimedia Commons képtárra hivatkozik.

| Helység          | Épület                                   | Építési idő             | megjegyzés | Fénykép |
| ---------------- | ---------------------------------------- | ----------------------- | --- | ------- |
| Árpás            | Szent Jakab apostol templom (CC) MÜ 3988 | 1251                    | egykori premontrei prépostság, alapvetően román stílusú gótikus kiegészítésekkel a legutolsó nagy renováláskor távolították el a vakolását. |         |
| Budapest         | Mária Magdolna-templom (CC) MÜ 111       | 1400                    | a templomhajó a második világháborúban megsemmisült                                                                                         |         |
| Szentes          | Ecseri templomrom (CC) MÜ 3547           | 13. század második fele | Dömösi Prépostság volt Templomának romjai                                                                                                   |         |
| Egyházasdengeleg | Szent Imre-templom(CC) MÜ 6578           | 11.-12. század          | román kori templom a 14. században gótikus elemekkel bővítve                                                                                |         |
| Nagygéc          | Református templom (CC) MÜ 8217          | 13. század              | román kori templom, Mátyás korából származó kórussal kiegészítve                                                                            |         |
| Somogyvámos      | Somogyvámosi pusztatemplom (CC) MÜ 8101  | 13. század              | templomrom |         |
| Türje            | Türjei volt prépostsági templom MÜ 11023 | 1230-1240.              | késő-román kora-gótikus templom |         |

## A magyarországihistorizmustéglaépítészete
A barokk és klasszicizmus idején a téglaépítészet mindenütt visszaszorult. Újbóli felfedésére a 19. században került sor. Magyarországon a 19. közepén épült kiemelkedő jelentőségű téglaépitészeti alkotásainak a Nyugati Pályaudvarnak  és a Dohány utcai zsinagógának az építésze August de Serres illetve Ludwig Förster külhoni mesterek voltak. Magyar építészek közül kiemelkedő jelentőségű Weber Antal (egyetemi épületek) Steindl Imre (a Múzeumkörúti egyetemi épületek 1880), Pecz Soma, (Szilágyi Dezső téri református templom, 1894–96 ;BME Központi Könyvtárépület 1909 )
- Dohány utcai zsinagóga (Ludwig Förster, 1854-1859)
- Nyugati pályaudvar (August de Serres, 1877)
- Múzeum körút 6. sz. (Steindl Imre, 1880)
- Múzeum körút 4. sz. (Weber Antal, 1883)
- Szilágyi Dezső téri református templom (Pecz Samu, 1893-1985)
- BME központi könyvtár (Pecz Samu, 1909)
- Jelky András Gimnázium (Pártos Gyula, 1911)
- Fővárosi Serfőző Rt./Globus Konzervgyár (A. Zimmermann, Gaál Bertalan, Hável Lipót, 1913)